# Иимори, Норитика
Норитика Иимори (яп. 飯森 範親; род. 17 мая 1963, Камакура) — японский дирижёр.
Окончил Высшую музыкальную школу Тохо Гакуэн в Токио (1986), учился у Сэйдзи Одзавы. Затем совершенствовал своё мастерство в Берлине. С 1989 г. работал ассистентом Вольфганга Заваллиша в Баварской государственной опере. Вернувшись в Японию, с 1994 г. занял место постоянного дирижёра в Токийском симфоническом оркестре, руководил европейскими гастролями коллектива в 1994 и 1996 гг. Одновременно с 1995 г. возглавлял оркестр в Осаке. Выступал как приглашённый дирижёр со многими германскими коллективами, в 2000 г. занял место главного приглашённого дирижёра в Симфоническом оркестре Лодзьской филармонии. В 2001—2007 гг. возглавлял Вюртембергский филармонический оркестр, в 2006 г. руководил его гастролями в Японии, осуществил с коллективом ряд записей, включая Пятую симфонию Густава Малера. В 2005 г. дебютировал в США с Симфоническим оркестром Гонолулу. Дирижировал японской премьерой оперы Ханса Вернера Хенце «Упупа».